# 鄭在虎
鄭 在虎（チョン・ジェホ、朝鮮語: 정재호、1930年12月18日 - ）は、大韓民国のジャーナリスト、政治家。第9・10代韓国国会議員。
本貫は東萊鄭氏。号は斗岩（トゥアム、두암）、文田（ムンジョン、문전）、東南（トンナム、동남）。仏教徒。

## 経歴
大邱府（現・大邱広域市）出身。青丘大学文系中退、徐羅伐芸術大学（現・中央大学校第2キャンパス芸術大学）文芸創作科、成均館大学校大学院行政学科卒。世界通信、民国日報、ソウル新聞で政治部記者を務めた。京郷新聞では政治部次長、駐サイゴン（現・ホーチミン市）特派員、駐東京特派員、政治部長、編集部局長、常任論説委員を歴任した。政界では国会議員2期のほか、第8代国会議長白斗鎮の秘書室長、維新政友会院内副総務、スポークスパーソン、広報委員会委員長を務めた。そのほかにもさまざまな団体の代表職などを務め、2017年5月29日より、第15代民族中興会会長を務めている。2022年10月26日には、元大統領の朴正熙43周忌追悼式において開会式の挨拶を務めた。